# Amblycera
A subordem Amblycera reúne um grande número de espécies de piolhos, ectoparasitas de aves e mamíferos. É considerada a mais primitiva subordem de piolhos. Eles se locomovem livremente sobre a superfície do hospedeiro e, ao contrário de outros piolhos, não permanecem permanentemente ligados ao animal infestado. São piolhos mastigadores e se alimentam de descamações de tecido epitelial, partes de penas e secreções sebáceas (podendo ingerir sangue ao provocar a descamação da pele). Se diferenciam de outros piolhos mastigadores por apresentar palpos maxilares.

## Sistemática
- Subordem Amblycera
  - Família Boopidae
  - Família Gyropidae
  - Família Laemobothriidae
  - Família Menoponidae
  - Família Ricinidae
  - Família Trimenoponidae